# Puente Nº 122
El Puente Nº 122 es una estructura ubicada cerca de la localidad de Naguabo, en la isla y estado libre asociado de Puerto Rico fue construido en 1918. Fue incluido en el Registro Nacional de Lugares Históricos de los Estados Unidos en 1995.